# Utobium marmoratum
Utobium marmoratum is een keversoort uit de familie klopkevers (Anobiidae). De wetenschappelijke naam van de soort is voor het eerst geldig gepubliceerd in 1939 door Fischer.